# Rosalind Wulzen
Rosalind Wulzen (Oakland, California, 1882 o 1886) fue una fisióloga estadounidense. Conocida por el descubrimiento del estigmasterol o   "Factor de Antifuerza" o "Factor Wulzen". 

## Biografía
Wulzen cursó sus estudios de licenciatura, máster y doctorado en la Universidad de California en Berkeley. Se graduó en Fisiología y Anatomía en 1904, en 1910 terminó su maestría con una tesis titulada "Sobre el mecanismo de citólisis en el paramecium"  y en 1914 su doctorado con su tesis doctoral "La glándula pituitaria en su relación con el período temprano de crecimiento en las aves". Fue la primera mujer en recibir un doctorado en Fisiología en Berkeley.
Como estudiante, Wulzen fue secretaria y presidenta de Sigma Xu, así como presidenta de Phi Beta Kappa.

## Trayectoria profesional
Entre la obtención de su licenciatura y el inicio de su maestría, Wulzen fue profesora de ciencias en el Instituto Chino de California de 1904 a 1905 y en el Instituto Martínez de California de 1905 a 1906. Luego, mientras completaba su doctorado, Wulzen fue profesora asistente de biología en el Mills College de 1909 a 1914, impartiendo cursos de biología elemental, laboratorio de biología, bacteriología, anatomía humana, fisiología, laboratorio de fisiología, fisiología avanzada y técnicas microscópicas. Tras obtener su doctorado en 1914, se convirtió en instructora del Departamento de Fisiología de la Universidad de California, Berkeley. 
Fue la primera mujer en el cuerpo docente de Fisiología de la universidad, donde permaneció como profesora durante catorce años, impartiendo cursos como Biología Introductoria, Biología Experimental y Fisiología.
En 1927, se convirtió en instructora y profesora asistente en el Departamento de Biología Animal de la Universidad de Oregón donde continuó sus investigaciones sobre la glándula pituitaria y también comenzó una notable carrera en el campo de la nutrición.
En 1933, Wulzen obtuvo un puesto a tiempo completo como profesora asistente en la Universidad Estatal de Oregón. De 1941 a 1946, Wulzen fue profesora asociada, tomándose un año sabático durante su primer año para centrar su tiempo en la investigación.
En 1946, fue nombrada profesora titular y asesora académica de dos estudiantes dentro de los Departamentos de Zoología y Química: Mary Lorene Wickert (licenciada en 1944) y Virginia Lee Wiemar (licenciada en 1947). 
Desde 1947 hasta 1980 fue profesora emérita.

## Investigación y legado

### Contribuciones científicas
Wulzen es más conocida por su descubrimiento científico y la exploración del "factor antirresistencia", que descubrió durante su estancia en la Universidad Estatal de Oregón. Se trata de un nutriente esencial soluble en grasa que regula el metabolismo del fósforo y revierte los síntomas de la calcificación.

### Publicaciones
- "Nutritional Value for Planarian Worms of Vitamin Depleted Mammalian Tissues," Proceedings of the Society for Experimental Biology and Medicine (January 1936)
- "A Dietary Factor which Imparts to Certain Mammalian Tissues a Quality Necessary for the Correct Nutrition of Planarian Worms," Physiological Zoology (October 1935)
- "Variations in the Growth-Promoting Power of Kidney for Planarian Worms," Physiological Zoology (April 1932)
- "Unbalance in Planarian Nutrition," Physiological Zoology (April 1931)
- "The Growth-Promoting Power of Egg for Planarian Worms," Proceedings of the Society for Experimental Biology and Medicine (December 1929)
- "The Opposite Effects of Liver and Pancreas Upon the Growth of Planarian Worms," Cancer Research (March 1928)
- "The Nutrition of Planarian Worms," Science (April 1927)
- "Some Chemotropic and Feeding Reactions of Planaria Maculata," The Biological Bulletin (1917)
- "The Pituitary Gland. Its Effect on Growth and Fission of Planarian Worms," Journal of Biological Chemistry (July 1916)
- "The Morphology and Histology of a Certain Structure Connected with the Pars Intermedia of the Pituitary Body of the Ox," The Anatomical Record (Vol 8, No. 8, August 1914)
- "The Anterior Lobe of the Pituitary Body in its Relationship to the Early Growth Period of Birds," American Journal of Physiology (May 1914)

## Premios y reconocimientos
En 1943, Wulzen recibió un doctorado honorario en Ciencias por la Universidad de Oregón.